# Solidarity Action Day Movement in Europe
"Solidarity Action Day Movement in Europe" (скраћено "SAME") је европска мрежа која се састоји од омладинских организација које сваке године одржавају акциони дан . Током Социјалног дана, школарци из целе Европе замењују своје школске клупе за посао и на тај начин подржавају пројекте широм света.
"SAME" се састоји од девет организација чланица (од 2019. године):
"Operasjon Dagsverk" (Норвешка), "Operation Dagsværk" (Данска), "Schüler Helfen Leben" ( Немачка ), "YOUCA" ( Белгија ), "Social Day" (Италија), "Operation Daywork" (Италија/ Јужни Тирол ), "Унија Средњошколаца Србије" (Србија), "Асоцијација средњошколаца у Босни и Херцеговини" ( Босна и Херцеговина ) и Унија Средњошколаца Црне Горе (Црна Гора).
Чак и ако се организације чланице разликују у свом раду, постоје заједничке основне идеје које повезују организације. Они су забележени у Основним заједничким принципима . 

## Организације чланице

### "YOUCA" - Белгија
Историја организације "YOUCA" је почела 2005. године када су се троје младих људи из Халеа упознали док су радили за НВО "Daconia" у Бразилу. На церемонији доделе Норвешких студентских награда 2005. године, ступили су у контакт са младим људима из "Operasjon Dagsverk" и упознали се са концептом Акционог дана. Вођени идејом да оснују „организацију акционог дана“ у свом родном граду, контактирали су белгијског социјалног предузетника Евоуда Монбалиуа. Уз његову помоћ организовали су први акциони дан (тада назван "Zuiddag Aktionstag") у Халеу 2006. године. Оно што је почело мало, брзо је прерасло у велику организацију са пет запослених и 200 школа које учествују. Тренутно се акциони дан организације "YOUCA" одржава само у Фландрији и региону главног града Брисела . Међутим, постоје планови да се прошири на национални ниво. 

### "Operation Dagsværk" - Данска
Инспирисани шведском иницијативом, ученици из данског студентског покрета и данског државног савета ученика формирали су "Operation Dagsværk" 1985. године. Сада независна организација прикупила је укупно преко 128 милиона ДКК (око 17 милиона евра) донација кроз годишњи Социјални дан. Годишње учествује око 20.000 студената.  Између осталог, новац је коришћен за пројекте у Кенији, Ираку и Зимбабвеу. 

### "Schüler Helfen Leben" – Немачка
Schüler Helfen Leben је омладинска организација која је настала из огорчења појединих студената због југословенских ратова 1992. године. Одлучили су да узму ствари у своје руке где се троше залихе помоћи и донације.  "Schüler Helfen Leben" је прво основано као удружење 1998. године, а 4 године касније је додата истоимена фондација као додатак удружењу. Акциони дан је први пут одржан у Шлезвиг-Холштајну 1998. године. Спроводи се широм земље од 2006. године. Око 80.000 школараца сада заједнички донира 1,5 милиона евра кроз акциони дан сваке године. Средства се користе посебно за омладинске и образовне пројекте у југоисточној Европи, а од 2013. и у сиријско-јорданском пограничном региону 

### "Social day" – Италија
Друштвени дан се одржава у провинцији Вићенца под управом "Progetto Zaterra Blu". Сваке године тамо учествује око 10.000 студената.  Иако организација постоји у свом облику од 2003. године, тек се у контакту са "Schüler Helfen Leben" 2006. године јавила жеља да се спроведе акција попут Акционог дана. 

### Operation Daywork – Италија/Јужни Тирол
Организација "Operation Daywork" постоји у Јужном Тиролу од 2007. године. У овом случају, подстицај је дошао од данске организације "Operation Dagsværk". Акциони дан је локално ограничен на 24 школе, из којих учествује између 400 и 600 ученика. За разлику од других организација чланица, новац се не користи за подршку конкретним пројектима, већ ученици бирају коме ће доделити годишњу награду за људска права. Због посебне ситуације у Јужном Тиролу, организација ради на три језика. 

### Operasjon Dagsverk – Норвешка
"Operasjon Dagsverk" организује акциони дан у Норвешкој од 1964. године. Организација је настала још 1963. године на Генералној скупштини Уније ученика Норвешке. У акционом дану учествује око 90.000 школараца сваке године, који заједно остваре износе до 29 милиона норвешких круна (око 3,3 милиона евра).  Током година, 49 пројеката је подржано широм света, на пример у Бразилу, Перуу и Бангладешу.  Пројекат из 2010. у Бразилу, на пример, поставио је себи за циљ јачање права младих у сиротињским четвртима и њихову подршку у борби против друштвене неправде. Предузете су едукативне мере и омогућена обука за младе. Поред тога, подржане су локалне омладинске организације. 

### Унија Средњошколаца Србије – Србија
Унија Средњошколаца Србије је кровна организација  Ученичких парламената у Србији која жели да ојача капацитете Ученичких парламената. Основана је 2003. године и од тада се придружила разним националним и интернационалним кровним организацијама као што су НАПОР, КОМС или "OBESSU" . Организација представља око 110 000 ученика широм Србије. Акциони дан, који се у Србији назива "Средњошколци за средњошколце" организује се од 2010. године. У 2012. години учествовало је 2.000 ученика са зарадом од 9.000 евра. Новац је намењен пројектима који спроводе Ученички парламенти. 

### Асоцијација Средњошколаца у Босни и Херцеговини – Босна и Херцеговина
Асоцијација средњошколаца у Босни и Херцеговини основана је уз помоћ немачке организације "Schüler Helfen Leben". Чланови организације су у почетку имали премало средстава да одрже сопствени Акциони дан. Њихов први Акциони дан одржан је 2006. године уз подршку  међународне мреже "SAME".

## Формирање
Концепт Акционог дана спровели су шведски школарци још 1963. године у знак сећања на генералног секретара УН Дага Хамарскјолда, који је погинуо у мировној мисији 1961. године. Отуда и наслов Дан за Дага. Концепт се брзо проширио у Скандинавији, што је довело до тога да је "Operasjon Dagsverk" већ 1964. године организовао друштвени дан у Норвешкој. Последњих година постоји поновљена сарадња између организација у виду летњег кампа у Данској под називом "Operasjon Gränsløs". 
Проширење на европску сарадњу догодило се 2011. године. Летњи камп тада безимене мреже "SAME" одржан је први пут у Ослу . Наредне године мрежа у Берлину је добила име и завршене су прве брошуре и други материјали за односе с јавношћу. То је такође означило почетак рада на Основним заједничким принципима и Смерницама квалитетa, за који је требало још годину дана рада. У овој фази рада постала је јасна потреба за јаснијим радним структурама и групама. Стога је поред усвајања Смерница квалитета од стране свих организација на летњем кампу у Италији 2013. године, постигнуто и формирање две радне групе, радна група која се бави односима с јавношћу и стратешке радне групе. Још једна радна група је додата у Белгији 2014. године како би радила на правој подршци за нове актере „Акционог дана“. Следећи летњи камп одржан је у Норвешкој 2015. године.  Финансирање се углавном обезбеђује средствима трећих страна, као што је Еразмус+ програм Европске уније или фондације "Посел" из Либека .  "SAME" је 2018. године отворио програмску канцеларију у Либеку, која има за циљ да обезбеди стални раст мреже. 

## Основни заједнички принципи и смернице за квалитет
Заједнички принципи организација укључених у мрежу су забележени у документу у писаној форми, у документу под називом "Basic common principles" (Основни заједнички принципи). Помиње се универзално применљива људска права и слобода и једнакост свих људи. У осам параграфа, на пример, наглашен је значај младих, солидарност, право на учешће и одрживост пројеката. Придржавајући се ових принципа, мрежа се обавезује да ће их пратити и спроводити, односно дати вредност у свом раду на проналажењу и одабиру одговарајућих и одрживих пројеката помоћи и пројектних партнера.
Ови принципи су заузврат имплементирани у Смерницама квалитета организације "SAME", смерницама које служе као водич за чланове и новим иницијативама Акционог дана. Ове смернице се састоје од укупно 20 тачака. Неколико тачака се бави учешћем младих око и унутар сваке организације. Ово укључује и чињеницу да су пројекти усмерени на младе и да су намењени промовисању и подршци образовању. Поред тога, све организације су сагласне да средства прикупљена од друштвеног дана дају транспарентним пројектима који се дугорочно могу финансирати. Овој идеји одрживости треба тежити и у еколошком и социјалном аспекту пројеката. Сама  организација треба, између осталог, да буде јасно структурисана и да обезбеди знање кроз континуирану документацију и евалуацију. О ставовима и вредностима унутар организације такође треба активно расправљати изнова и изнова.

## Циљеви
Уопштено говорећи, циљ SAME-а је да се друштвени дан прошири у Европи и да га учини познатијим. Разлог за то је опште уверење да млади треба да преузму одговорност за себе и друге. Требало би да раде заједно на правичном и демократском свету. Учешћем у Акционом дану и пројектима који се њиме финансирају, али и активним радом у појединачним организацијама, код младих се јача и промовише осећај одговорности. 

### Иницијативе за Акциони дан
Мрежа нуди младима и другим омладинским организацијама помоћ у покретању нових друштвених дана. Све организације пружају своја искуства и нуде посете и радионице за подршку иницијативама Акционог дана . Ова помоћ је заснована на Смерницама квалитета, тако да се може гарантовати висок квалитет нових Акционих дана.

### Мрежа за учење
Кроз размену искустава, међусобне посете и заједнички рад организација у мрежи, омогућена је и размена најбоље праксе .  То значи да би требало саопштити могуће најбоље праксе у вези са различитим областима Акционог дана и његове организације. Тако чланови могу имати користи једни од других и инспирисати и ојачати једни друге.

## Линкови
- Званични сајт

## итемизације
1. ↑  „YOUCA Belgium” (на језику: енглески). 20181206235009. Архивирано из оригинала 06. 12. 2018. г. Приступљено 2018-12-06. Проверите вредност парамет(а)ра за датум: |date= (помоћ)
2. ↑  „Wat doet YOUCA?” (на језику: холандски). Приступљено 2018-12-06.
3. ↑  „Kurzporträt Operation Dagsværk”. Архивирано из оригинала 30. 11. 2015. г. Приступљено 01. 07. 2022.
4. ↑  Projekte
5. ↑  „Архивирана копија”. Архивирано из оригинала 06. 12. 2018. г. Приступљено 01. 07. 2022.
6. ↑  „Entstehung des Vereins”. Архивирано из оригинала 12. 11. 2014. г. Приступљено 01. 07. 2022.
7. ↑  „Kurzporträt Schüler Helfen Leben”. Архивирано из оригинала 30. 11. 2015. г. Приступљено 01. 07. 2022.
8. ↑  „Архивирана копија”. Архивирано из оригинала 07. 12. 2018. г. Приступљено 01. 07. 2022.
9. ↑  „Kurzporträt Progetto Zattera Blu”. Архивирано из оригинала 30. 11. 2015. г. Приступљено 01. 07. 2022.
10. ↑  „Operation Daywork Italy” (на језику: енглески). 20181206194135. Архивирано из оригинала 06. 12. 2018. г. Приступљено 2018-12-06. Проверите вредност парамет(а)ра за датум: |date= (помоћ)
11. ↑  „Operation Daywork” (на језику: немачки). Приступљено 2018-12-06.
12. ↑  „Kurzporträt Operasjon Dagsverk”. Архивирано из оригинала 30. 11. 2015. г. Приступљено 01. 07. 2022.
13. ↑  „Projekte”. Архивирано из оригинала 27. 09. 2015. г. Приступљено 01. 07. 2022.
14. ↑  „Projektbeschreibung”. Архивирано из оригинала 29. 04. 2015. г. Приступљено 01. 07. 2022.
15. ↑  „Kurzporträt Unija Srednjoškolaca Srbije”. Архивирано из оригинала 30. 11. 2015. г. Приступљено 01. 07. 2022.
16. ↑  Entstehungsgeschichte
17. ↑  Entstehungsgeschichte
18. ↑  „Архивирана копија”. Архивирано из оригинала 27. 06. 2018. г. Приступљено 01. 07. 2022.
19. ↑  „Lübeck wird zum Begegnungsort für Europas Jugend”. Приступљено 2018-12-06.
20. ↑  Архивирано [Date missing] на сајту stiftungen.org [Error: unknown archive URL]
21. ↑  Архивирано [Date missing] на сајту schueler-helfen-leben.de [Error: unknown archive URL] (PDF)